# براون (دهانه)
براون یک دهانه برخوردی در ماه است.